# Chris Killip
Chris Killip, nato Christopher David Killip (Douglas, 11 luglio 1946 – 13 ottobre 2020) è stato un fotografo britannico.
È stato un fotografo che ha lavorato all’Università Harvard, dove ha insegnato dal 1991 al 2017. Killip è noto per le sue immagini realistiche in bianco e nero di persone e luoghi soprattutto per il suo lavoro legato al volume In Flagrante, edito nel 1988, per il quale ha ricevuto numerosi premi, compreso l'Henry Cartier-Bresson Award. Sue mostre sono state ospitate in musei e gallerie di molti paesi del mondo, è apparso in tv ed è stato curatore di varie esposizioni.

## Biografia
Figlio di Alan e Molly, gestori di un pub nell'Isola di Man, Killip nel 1964 si trasferì a Londra dove lavorò come assistente del fotografo pubblicitario Adrian Flowers. Presto divenne libero professionista, ma nel 1969 interruppe il suo lavoro commerciale per concentrarsi sulla propria fotografia.
Il lavoro di questo periodo fu infine pubblicato dall'Arts Council come Isle of man: a book about the Manx nel 1980 con un testo di John Berger. Nel 1974 è stato incaricato di fotografare Bury St Edmunds e Huddersfield e nel 1975 vinse una borsa di studio di 2 anni dalla Northern Arts per fotografare il nord-est dell’Inghilterra; Creative Camera ha dedicato l’intero numero del maggio 1977 a questo lavoro. Nel 1977 Killip divenne fondatore, e direttore della Side Gallery di Newcastle con la quale organizzò varie mostre e dove fu consulente per ben otto anni, anche dopo che lasciò la direzione. 
Produsse una serie di lavori dalle sue fotografie del nord-est dell'Inghilterra, pubblicate nel 1988 come In Flagrante con un testo di John Berger e Sylvia Grant. Queste immagini in bianco e nero, per lo più realizzate su pellicola 4x5’’, sono ora riconosciute come tra le più importanti registrazioni visive della vita in Gran Bretagna negli anni Ottanta. Gerry Badger descrive le fotografie come “prese da un punto di vista che si opponeva a tutto ciò che (Thatcher) rappresentava”, e il libro come "sulla comunità", "un oscuro viaggio pessimista".
Il libro "In flagrante" narra della società britannica che sta andando letteralmente a rotoli: disoccupazione selvaggia, scioperi di massa e violenza, tagli alle spese in senso punitivo da parte del governo Thatcher. Le immagini di Killip raccontano con un tono poetico, ma non oggettivo perché egli non crede che nessun fotografo lo possa essere, le sue impressioni, la rabbia della gente, la malincona, la miseria ma anche il desiderio di riscatto. Fu accolto come un capolavoro del fotogiornalismo fin dalla sua pubblicazione nel 1988; nel 2016 è stato nuovamente stampato con il titolo “In Flagrante Two”, in cui sono state aggiunte due fotografie a quelle del libro originale.
Nel 1988 Killip fu incaricato da Pirelli (UK) di fotografare la sua fabbrica di pneumatici a Burton upon Trent; un accordo su questo fu raggiunto nell’aprile dell’anno successivo, dopodiché Killip iniziò a lavorare. Tentando di utilizzare la luce disponibile in una fabbrica buia in cui si lavorava su un prodotto nero, inizialmente non ebbe successo, ma a giugno passò al flash e ad una fotocamera di grande formato e lo fotografò per altri tre mesi. L’opera fu esposta al Victoria and Albert Museum nel settembre 1989; è stato pubblicato in forma di libro da Ute Eskildsen/Steidl nel 2007.
Dal 1992 al 2004, Killip ha fotografato pellegrinaggi e altre scene nell'Irlanda rurale. Il risultato è stato pubblicato nel 2009 da Thames & Hudson come Here comes everybody.
Arbeit/work è stato pubblicato da Steidl nel 2012 per accompagnare la mostra retrospettiva di Killip al Museum Folkwang, Essen.

## Vita privata
Killip ebbe un figlio, Matthew, con la fotografa Markéta Luskačová negli anni Settanta.
Dopo la nomina ad Harvard, Killip visse a Cambridge, nel Massachusetts, per il resto della sua vita. Sposò una sua collega di Harvard nel 2000, Mary Halpenny. Killip è morto il 13 ottobre 2020 di cancro ai polmoni.

## Esibizioni

### Personali
- "Seacoal", Side Gallery (Newcastle) and subsequent tour, 1984[9]
- "Another Country", Serpentine Gallery (London). Photographs of northeast England by Killip and Graham Smith, 1985[9]
- Art Institute of Chicago, 1986[9]
- "In-Flagrante", Victoria and Albert Museum (London) and subsequent tour of Europe, 1988[9]
- "Working at Pirelli", Victoria and Albert Museum (London), 1990[9]
- "Chris Killip Retrospective", Palais de Tokyo (Paris), 1991[9]
- "The Last Art Show", Jarrow Bede Gallery (Jarrow), 1996. Photographs of Jarrow.[9]
- "Chris Killip Photographs 1971–96", Manx Museum (Douglas) 1997[9]
- "Chris Killip: Sixty Photographs", Old Post Office (Berlin), 2000[9]
- "Les rencontres d'Arles" festival, France.
- Now then: Chris Killip and the making of In Flagrante, J. Paul Getty Museum, Los Angeles, 2017

### Collettive
- "No Such Thing as Society: Photography in Britain 1968–1987", Hayward Gallery (London), Ujazdów Castle (Warsaw), Tullie House (Carlisle) and Aberystwyth Arts Centre (Aberystwyth)
- "Facts of Life / British Documentary Photography". Photomonth, National Museum, Kraków, August–November 2010. British photography 1974–1997.

## Pubblicazioni
- The Isle of Man. New York: Witkin Gallery, 1973. Portfolio
- "Chris Killip Photographs 1975–1976 in the North East". Creative Camera, May 1977
- Isle of Man: A Book about the Manx. London: Arts Council of Great Britain, 1980. (Distributed by Zwemmer.) ISBN 0-7287-0187-1 (hardback); ISBN 0-7287-0186-3 (paperback). Under the name Christopher Killip. With text by Killip and John Berger and quotations from various older sources
- In Flagrante. London: Secker & Warburg, 1988. ISBN 0-436-23358-4 (hardback); ISBN 0-436-23356-8 (paperback). Text by John Berger and Sylvia Grant
- Vague à l'âme. Paris: Nathan, 1988. Text in French
- Chris Killip 55. London: Phaidon, 2001. ISBN 0-7148-4028-9. Text by Gerry Badger
- Pirelli Work. Göttingen: Steidl, 2007. ISBN 3-86521-317-0
- Books on Books 4. New York: Errata Editions, 2009. ISBN 978-1-935004-06-6. Reduced-size facsimile of the book of 1988, with an essay by Gerry Badger
- Books on Books 4. New York: Errata Editions, 2014. ISBN 978-1-935004-39-4.
- Here Comes Everybody: Chris Killip's Irish Photographs. London: Thames & Hudson, 2009. ISBN 978-0-500-54365-8
- Seacoal Göttingen: Steidl, 2011. ISBN 3-86930-256-9
- Arbeit / Work. Essen: Museum Folkwang; Göttingen: Steidl, 2012. ISBN 978-3-86930-457-1. Text in German and English
- Isle of Man Revisited Göttingen: Steidl, 2015. ISBN 978-3-86930-959-0. A second, expanded edition of Isle of Man: A Book about the Manx
- In Flagrante Two Göttingen: Steidl, 2016. ISBN 978-3-86930-960-6. A second, larger-format edition of the photographs constituting the 1988 book, with two extra photographs
- Askam-in-Furness 1982 Southport: Café Royal, 2017. Edition of 500 copies. A zine
- Isle of Man TT Races 1971 Southport: Café Royal, 2018. Edition of 500 copies. A zine
- The Station London: Ponybox. ISBN 9781999668709. 32-page tabloid newsprint publication
- The Last Ships London: Ponybox. ISBN 9781999668716. 28-page tabloid newsprint publication
- Portraits London: Ponybox. ISBN 9781999668723. 32-page tabloid newsprint publication
- Skinningrove London: Ponybox. ISBN 9781999668730. 32-page tabloid newsprint publication
- Huddersfield 1974 Southport: Café Royal, 2019. Edition of 500 copies. A zine